# Organización de la Resistencia Popular Revolucionaria
La Organización de la Resistencia Popular Revolucionaria - ORPR (en árabe: التنظيم الثوري للمقاومة الشعبية; Al-Tanzim al-Thawri lil-Muqawama al-Sha'abiyah) u Organisation de la Resistance Populaire Révolutionnaire en francés, fue una organización terrorista cristiana anti-siria con orientación Fenicista y nacionalista que comenzó a operar en marzo de 1987 en el Líbano, durante la guerra civil libanesa.

## Ataques
La ORPR fue responsable de un ataque combinado con explosivos y misiles contra un hotel en Beirut occidental. Cuatro miembros de la inteligencia militar siria fueron heridos en este evento. Aunque el grupo amenazó que seguiría atacando diferentes objetivos, nunca se volvió a escuchar de este. Se ha dicho que la ORPR fue una cubierta para el Frente de Liberación Libanesa.